# Balogh Barna (műfordító)
Balogh Barna (előneve: mihálydi; külföldön: Barnard Balogh, Bernard B. Balogh; született: Balog, Debrecen, 1903. október 22. – Hatvan, 1974. április 18.) jogász, magántisztviselő, műfordító.
Összesen tizenhárom nyelvet sajátított el.

## Élete
Balog Sándor fűszerkereskedési üzletvezető és Szőllősi Eszter fiaként született. A jogi tanulmányait a debreceni Tisza István Tudományegyetem folytatta, ahol doktorátusát 1927-ben szerezte meg. 1922–1924 között az Oceana Tengerhajózási Rt.-nél volt titkár. 1927-től a Pesti Hírlap lektora és levelezője volt. 1928-tól a barcelonai Centro Internacional de Intercambio magyarországi levelezője volt. 1937-től Londonban élt. Felesége Galambos Ilona volt, akivel 1934-ben kötött házasságot Kispesten.

## Cikkei és fordításai
Új Idők (1923), Hajdúföld (1925), El Productor (1929), Saturday Evening Post (1929, Petőfi: One thought torments me...), Sphere (1929), stb.

## Regényei
- Barnard Balogh: The Lady of the Fjords, Rider & Co., London, 1937; Ramble House, New York?, 2018
- Balogh Barna: Két világ vándora – Északi Odysseia, Stádium Sajtóvállalat Rt., Budapest, 1942

## Műfordításai
- Louis Couperus: Psyche, Külföldi Regényirók, Franklin, Budapest, 1925[6]
- (Jesús de Aragón) Jesus de Aragon: Kaland az óceán fenekén, Mindnyájunk Könyvtára, Franklin, Budapest, 1926 (spanyolból)
- (Jesús de Aragón) Jesus de Aragon: A hét púpos tornya, A Regény Mesterei, Franklin, Budapest, 1927
- P. G. Wodehouse: Psmith, az újságíró, Franklin, Budapest, 1927
- Edgar Wallace: Az elveszett millió, Franklin, Budapest, 1927
- Louis Couperus: Fidessa. Az örök hűség legendája, Tolnai Regénytára, Budapest, 1927
- (Samuel August Duse) S. A. Duse: Dr. Smirno naplója – Leo Carring, a híres svéd detektív kalandjai, Pantheon Irodalmi Intézet, Budapest, 1928[7]
- P. G. Wodehouse: Barátom, az életművész – egy vidám fickó kalandjai, Pesti Hírlap könyvek 15., Légrády Testvérek, Budapest, 1928[8]
- (Jesús de Aragón) Jesus de Aragon: A levegő kalózai – kalandos regény, Pesti Hírlap könyvek 16., Légrády Testvérek, Budapest, 1928
- André Armandy: A korállsziget, Pesti Hírlap könyvek 26., Légrády Testvérek, Budapest, 1928
- (Martin Gunnar Serner) Frank Heller: Marco Polo milliói (Marco Polo millioner), Pesti Hírlap könyvek 27., Légrády Testvérek, Budapest, 1928
- (Jesús de Aragón) Jesus de Aragon: A Déli Sark titka, Pesti Hírlap könyvek 32., Légrády Testvérek, Budapest, 1928
- P. G. Wodehouse: Talált pénz, Pesti Hírlap könyvek 53., Légrády Testvérek, Budapest, 1928
- P. G. Wodehouse: Psmith mint újságíró – egy bohéméletű, bátor cambridgei jogász kalandjai (Psmith, Journalist, 1915), Pantheon Irodalmi Intézet, Budapest, 1928
- L'Homme à l'âne. Par André Ady (Ady Endre: A szamaras ember), Párizs, 1928
- Stephen Lázár: The war of the gods, London, 1928
- Thea v. Harbou: Halhatatlanok szigete, A Pesti Hírlap Díszkönyvtára, Légrády Testvérek, Budapest, 1929
- J. W. Ivans: Titkos küldetés, Pesti Hírlap könyvek 62., Légrády Testvérek, Budapest, 1929
- Théophile Gautier: Fracasse kapitány I-II., Pesti Hírlap könyvek 92-93., Légrády Testvérek, Budapest, 1929
- P. G. Wodehouse: Utazás az após körül (Indiscretions of Archie), Pesti Hírlap könyvek 105., Légrády Testvérek, Budapest, 1929
- Louis de Oteyza: A fehér ördög, Ragyogó Regénytár, Légrády Testvérek, Budapest, 1929 (spanyolból)
- Stephen Lázár: The city of the golden gates (Aranykapuk városa, Az elsüllyedt Atlantis regénye, 1927), London, 1929
- Francis Mező: The history of the Olympic games (Az olympiai játékok története, 1929), London, 1929
- Ervin Baktay: The life and works of R. Tagore, London, 1929
- Miguel de Cervantes: Elbeszélések, Élő könyvek. Külföldi klasszikusok, Franklin, Budapest, 1930
- André Armandy: Hajósbecsület – a vadon hívószava, Pesti Hírlap könyvek 114., Légrády Testvérek, Budapest, 1930
- Trevor Hoyle: Szerelmesek útja, Pesti Hírlap könyvek 127., Légrády Testvérek, Budapest, 1930
- Agatha Christie: A Négyek Társasága (The big four),[9] Pesti Hírlap könyvek 128., Légrády Testvérek, Budapest, 1930
- Nellie Caryer: Pipacsvirág (Elizabeth of Huff), Pesti Hírlap könyvek 143., Légrády Testvérek, Budapest, 1930
- G. W. Thacker: Izzó kék ég alatt, Ragyogó Regénytár, Budapest, 1930
- Herman Whiteaker: A három jómadár, Ragyogó Regénytár, Budapest, 1930
- Hjalmar Hanson: A fjordok leánya, Ragyogó Regénytár, Budapest, 1930 (norvégból)
- Sigge Strömberg: Karlsson kormányos, Ragyogó Regénytár, Budapest, 1930 (svédből)
- Louis de Oteyza:[10] A kincs, Ragyogó Regénytár, Budapest, 1931
- Louis de Oteyza:[10] A fehér ördög, Ragyogó Regénytár, Budapest, 1931
- Donald Garthe: Pat kisasszony és a repülőtiszt, Pesti Hírlap könyvek 183., Légrády Testvérek, Budapest, 1931
- Harald P. Mulholland: A bagdadi tolvajok, Pesti Hírlap könyvek 188., Légrády Testvérek, Budapest, 1931 (dánból)
- Valentine Trail: Bráhma átka, Pesti Hírlap könyvek 194., Légrády Testvérek, Budapest, 1931
- Harald P. Mulholland: Az eltemetett város, Pesti Hírlap könyvek 207., Légrády Testvérek, Budapest, 1931
- Felix E. Montague: Az acélinú betyár, Pesti Hírlap könyvek 212., Légrády Testvérek, Budapest, 1931
- A. González: A szerelmes sejk, Pesti Hírlap könyvek 216., Légrády Testvérek, Budapest, 1932
- Reparaz Gonzalo: A zöld pokol, Pesti Hírlap könyvek 222., Légrády Testvérek, Budapest, 1932
- (Agnese Klinckowström-Sadose) A. Klinckowström-Sadose: A pisztolylövés, Pesti Hírlap könyvek 235., Légrády Testvérek, Budapest, 1932
- (Pio Baroja) P. Baroja Y Melogo: Detektív – szerelemből, Pesti Hírlap könyvek 236., Légrády Testvérek, Budapest, 1932
- Harald P. Mulholland: Éjféli támadás, Pesti Hírlap könyvek 260., Légrády Testvérek, Budapest, 1932
- Géczy-Hugyecz János: My experiences in Monte-Carlo, Budapest és London, 1932
- Frank Heller: Hajsza a sikkasztó után, Pesti Hírlap könyvek 281., Légrády Testvérek, Budapest, 1933
- (Victor Manley Davidson) V. M. Davidson: A gyöngyhajó – kaland a kínai tengeren, Pesti Hírlap könyvek 308., Légrády Testvérek, Budapest, 1933
- Vernon Barlow: A zöld sárkány, Pesti Hírlap könyvek 315., Légrády Testvérek, Budapest, 1933
- Modern Magyar lyrics, Central European Literary Products, London, 1934 (Pekár Gyulával)
- O. Westwell: Az óceán foglyai, Pesti Hírlap könyvek 335., Légrády Testvérek, Budapest, 1934
- (Edward Phillips Oppenheim) E. Phillips Oppenheim: Egy szörnyű rögeszme, Pesti Hírlap könyvek 336., Légrády Testvérek, Budapest, 1934
- Alfred Neumann: The Life of Christina of Sweden, Hutchinson, 1935, fordította: Dr. Barnard Balogh
- (Clement Yore) Clem Yore: Harcosok völgye I-II. (The valley of grim men), Pesti Hírlap könyvek 387-388., Légrády Testvérek, Budapest, 1935
- Valdemar Langlet: On horseback through Hungary, Hutchinson & Co., London, 1935 (svédről angolra mint Dr. Barnard Balogh)
- Peter Mendelssohn: The house of Cosinsky, Hutchinson & co., ltd., London, 1936 (németről angolra mint Dr. Barnard Balogh)
- (Frederick Schiller Faust) Brand, Max: A vörös ász I-II., Pesti Hírlap könyvek 425-426., Légrády Testvérek, Budapest, 1936
- (William MacLeod Raine) W. M. Raine: A rejtélyes texasi idegen, Pesti Hírlap könyvek 449., Légrády Testvérek, Budapest, 1936
- Charles Alden Seltzer: A csodálatos Pedro I-II., Pesti Hírlap könyvek 459-460., Légrády Testvérek, Budapest, 1936
- Stephen Payne: A megvadult vadnyugat, Pesti Hírlap könyvek 478., Légrády Testvérek, Budapest, 1937[11]
- Charles Alden Seltzer: A vetélytársak I-II., Pesti Hírlap könyvek 491-492., Légrády Testvérek, Budapest, 1937
- (Frank Chester Robertson) Frank C. Robertson: Pásztorháború, Pesti Hírlap könyvek 512., Légrády Testvérek, Budapest, 1937
- Claire Sylvester: Halálfejes orchideák, Az Athenaeum detektív és kalandor regényei 48., Budapest, 1937
- P. C. Wren:[12] A légió kéme, 1 Pengős Regények 114., Budapest, 1937
- Pearl S. Buck: A széthulló család, Budapest, 1937
- W. B. Bannermann: A suttogók, Félpengős Regények 133., Budapest, 1937
- E. S. Holding: Aki visszalép az életbe, Félpengős Regények 138., Budapest, 1938
- Charles Alden Seltzer: A kormányzó pisztolya I-II., Pesti Hírlap könyvek 529-530., Légrády Testvérek, Budapest, 1938
- George Bruce: Vigyázz a szőkékre!, Félpengős Regények 144., Budapest, 1938
- Erle Stanley Gardner: A veszedelmes kabátujj, Félpengős Regények 145., Budapest, 1938
- Mason Van Wyck: A bermudai rejtély, Félpengős Regények 157., Budapest, 1938
- Frederick Frost: Kémek, ha találkoznak, 1 Pengős Regények 125., Budapest, 1938
- Zane Grey: Leány a nyeregben, 1 Pengős Regények 129., Budapest, 1938
- Amos Moore: Egy fiatal revolverművész, Pesti Hírlap könyvek 551., Légrády Testvérek, Budapest, 1938
- Harrison Conrard:[13] Az aranyhegyek kincse, Pesti Hírlap könyvek 565., Légrády Testvérek, Budapest, 1938
- Vingie E. Roe: A texasi idegen, Félpengős Regények 162., Budapest, 1939
- Peter Davis: Jerry jó nyomon jár, Félpengős Regények 169., Budapest, 1939
- (James Oliver Curwood) J. O. Curwood: Niva, a medvebocs, Félpengős Regények 170., Budapest, 1939
- Bliss Lomax: Az arany koponyák völgye I-II., Pesti Hírlap könyvek 581-582., Légrády Testvérek, Budapest, 1939
- J. H. Rubel: Tehenészháború, Pesti Hírlap könyvek 592., Légrády Testvérek, Budapest, 1939
- (Charles Horace Snow) Charles H. Snow: Terry két pisztolya, Pesti Hírlap könyvek 603., Légrády Testvérek, Budapest, 1939
- Oliver Strange: Villám Jim I-II., Pesti Hírlap könyvek 646-647., Légrády Testvérek, Budapest, 1940
- Luigi Locatelli: A tobruki kém, A Viktoria háborús regénye sorozat, Budapest, Viktória, 1942, 64 oldal